# شوكت مولاجانوف
شوكت مولاجانوف (بالأوزبكية: Мавкатжон Муллажонов)‏‎ (مواليد 19 يناير 1986) هو لاعب كرة قدم أوزبكستاني دولي سابق كان يجيد اللعب في مركز الظهير الأيمن.

## المسيرة الرياضية
بعد أدائه الرائع في كأس آسيا 2011 غادر إلى قطر للعب مع الأهلي. كما كان أول لاعب في منتخب أوزبكستان ينقل إلى نادٍ آخر بعد كأس آسيا. على مدار موسمين مع الأهلي حصل على 12 بطاقة صفراء وبطاقتين حمراوين في 29 مباراة.
في 5 يوليو 2012 تم الإعلان عن انضمام مولاجانوف إلى النصر في المملكة العربية السعودية. انتقل مولاجانوف إلى لياونينغ هوين في الدوري الصيني الممتاز في 27 فبراير 2013.

## الإنجازات

### الأندية
- لوكوموتيف طشقند
  - وصيف الدوري الممتاز (2): 2014 - 2015
  - كأس أوزبكستان (1): 2014
  - كأس السوبر الأوزبكستاني (1): 2015